# Командний чемпіонат Європи із шахів 2011
18-й командний чемпіонат Європи із шахів, що проходив з 3 по 11 листопада 2011 року в Порто Каррас (Греція). Чемпіонат відбувався за швейцарською системою у 9 турів.
Переможцями турніру серед чоловіків стала збірна Німеччини, серед жінок — збірна Росії.

## Фаворити турніру

### Чоловіки

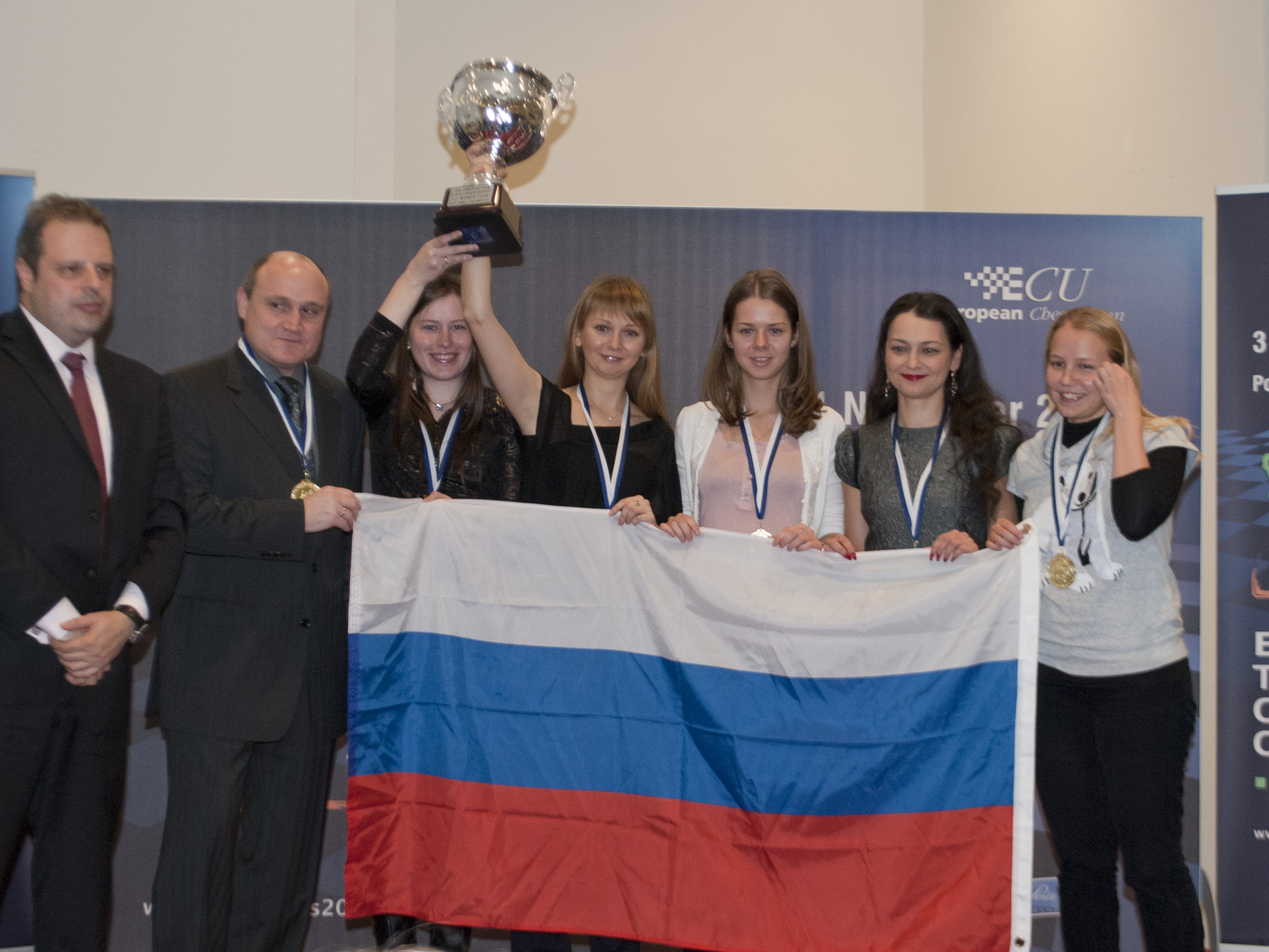
Росія (жінки)

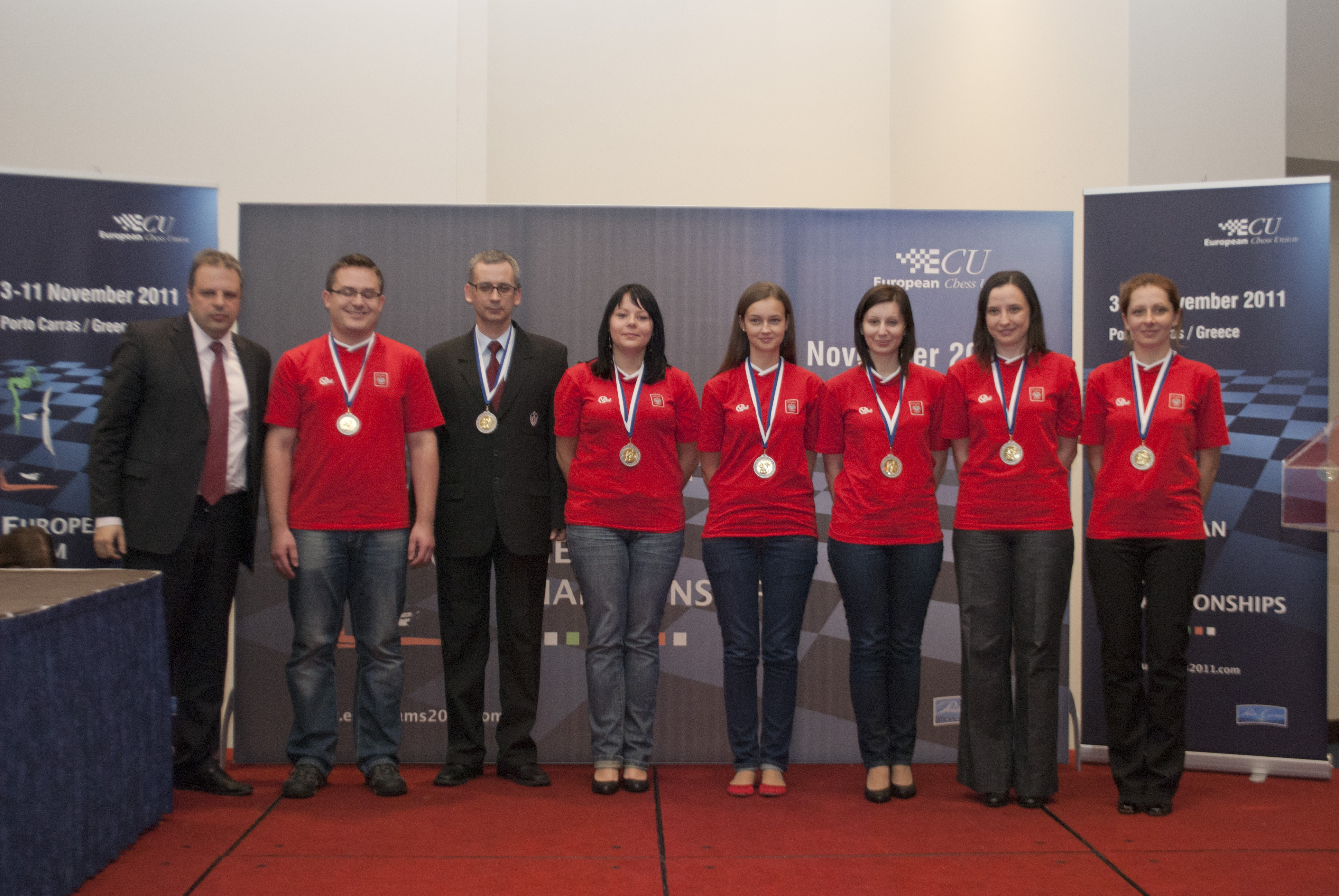
Польща (жінки)

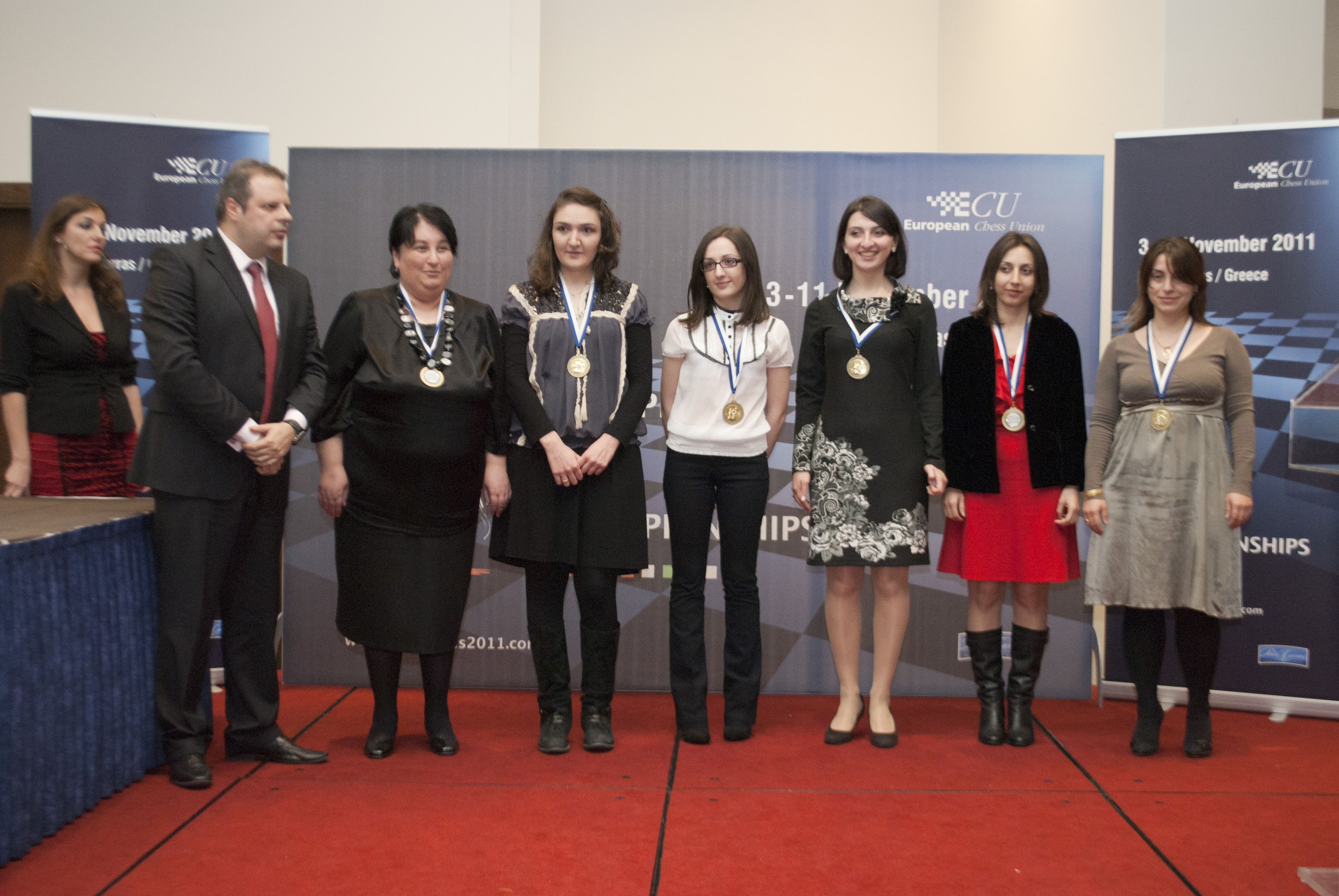
Грузія (жінки)

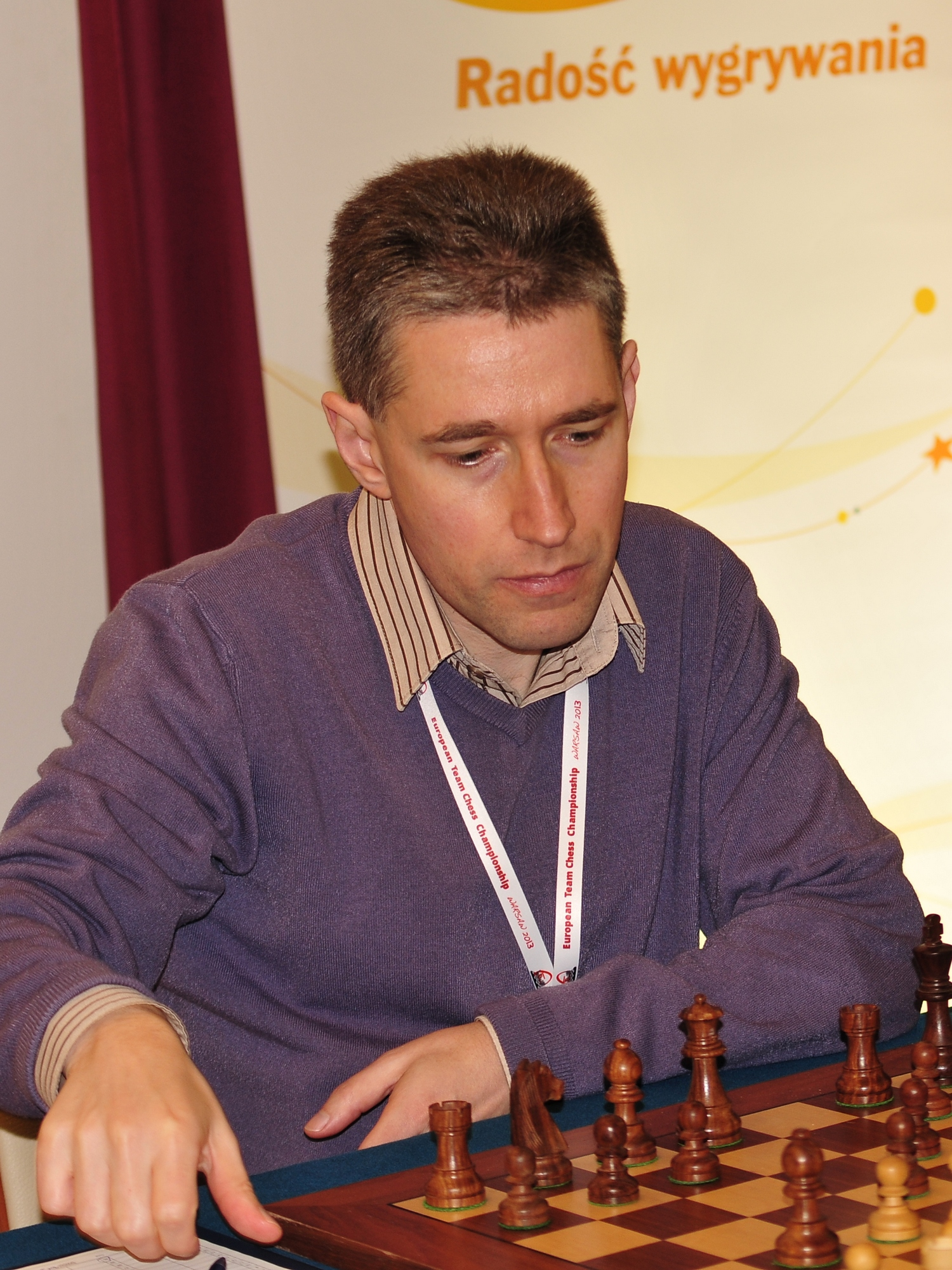
Майкл Адамс

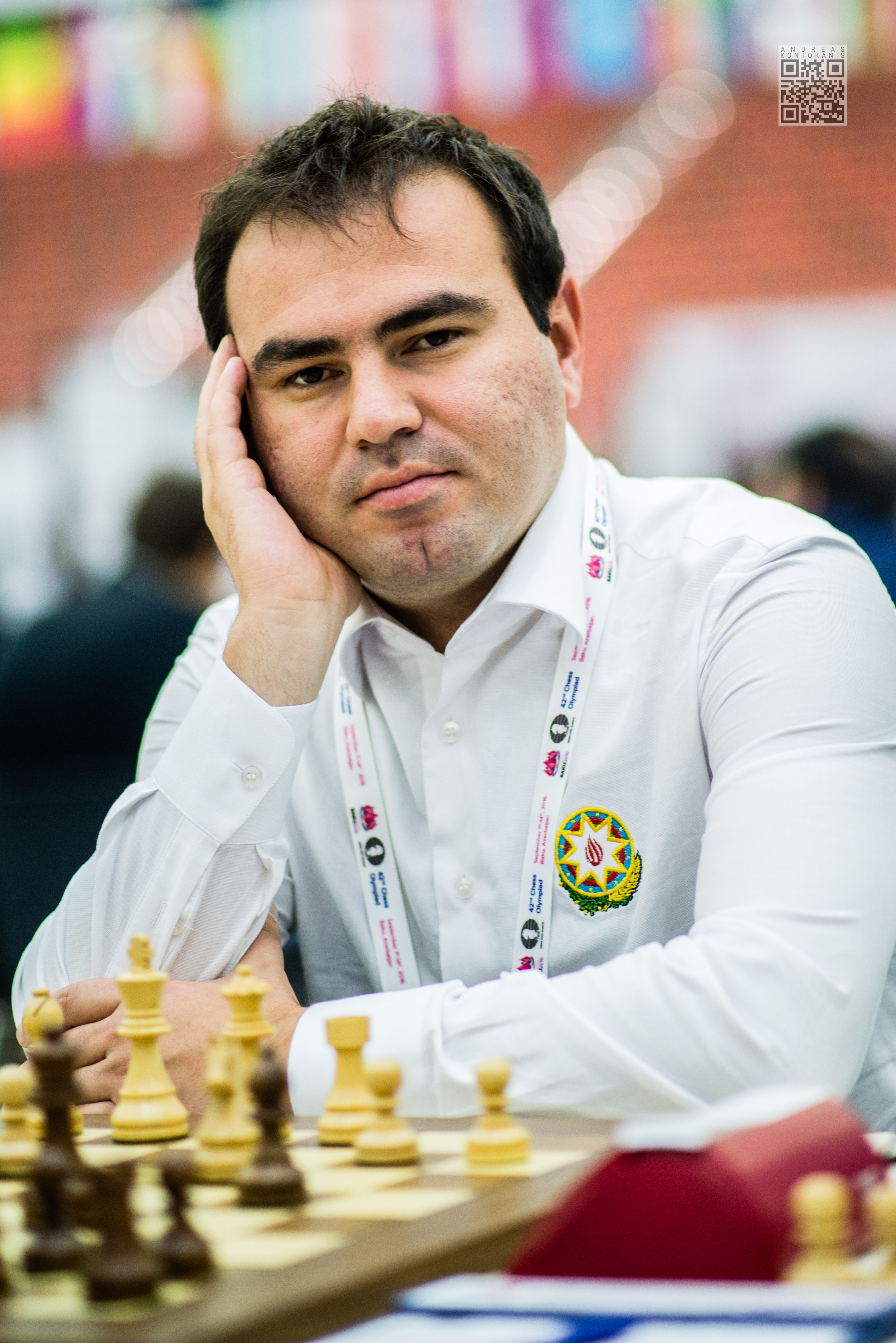
Шахріяр Мамед'яров

| №  | Країна      | Середній рейтинг | 1-ша шахівниця         | 2-га шахівниця             | 3-тя шахівниця            | 4-та шахівниця             | Резервна шахівниця        | Капітан            |
| -- | ----------- | ---------------- | ---------------------- | -------------------------- | ------------------------- | -------------------------- | ------------------------- | ------------------ |
| 1  | Росія       | 2758             | Петро Свідлер (2755)   | Олександр Грищук (2752)    | Сергій Карякін (2763)     | Олександр Морозевич (2762) | Ян Непомнящий (2730)      | Олександр Рязанцев |
| 2  | Україна     | 2729             | Василь Іванчук (2775)  | Руслан Пономарьов (2723)   | Павло Ельянов (2691)      | Олександр Моїсеєнко (2715) | Захар Єфименко (2702)     | Олександр Сулипа   |
| 3  | Азербайджан | 2727             | Теймур Раджабов (2781) | Вугар Гашимов (2757)       | Шахріяр Мамед'яров (2733) | Гадір Гусейнов (2636)      | Ельтадж Сафарлі (2630)    | Володимир Тукмаков |
| 4  | Вірменія    | 2716             | Левон Аронян (2802)    | Сергій Мовсесян (2710)     | Володимир Акопян (2681)   | Габріел Саркісян (2671)    | Роберт Оганесян (2586)    | Аршак Петросян     |
| 5  | Угорщина    | 2699             | Петер Леко (2720)      | Золтан Алмаші (2707)       | Ференц Беркеш (2705)      | Чаба Балог (2662)          | Золтан Дьїмеші (2652)     | Тамаш Хорват       |
| 6  | Франція     | 2691             | Етьєн Бакро (2714)     | Максим Ваш'є-Лаграв (2710) | Лоран Фрессіне (2700)     | Андрей Істрецеску (2627)   | Крістіан Бауер (2641)     | Павло Трегубов     |
| 7  | Болгарія    | 2678             | Веселин Топалов (2768) | Іван Чепарінов (2650)      | Александр Делчев (2629)   | Кирил Георгієв (2666)      | Юліан Радулскі (2565)     | Ніколай Велчев     |
| 8  | Англія      | 2675             | Майкл Адамс (2734)     | Найджел Шорт (2698)        | Девід Хауелл (2633)       | Гавейн Джонс (2635)        | Ніколас Перт (2563)       | Лоуренс Купер      |
| 9  | Нідерланди  | 2668             | Аніш Гірі (2714)       | Люк ван Велі (2686)        | Іван Соколов (2646)       | Ян Смітс (2615)            | Даніель Стеллваген (2627) | Володимир Чучелов  |
| 10 | Німеччина   | 2666             | Аркадій Найдіч (2712)  | Георг Маєр (2659)          | Даніель Фрідман (2661)    | Ян Густафссон (2633)       | Райнер Буман (2612)       | Уве Бьонш          |

### Жінки

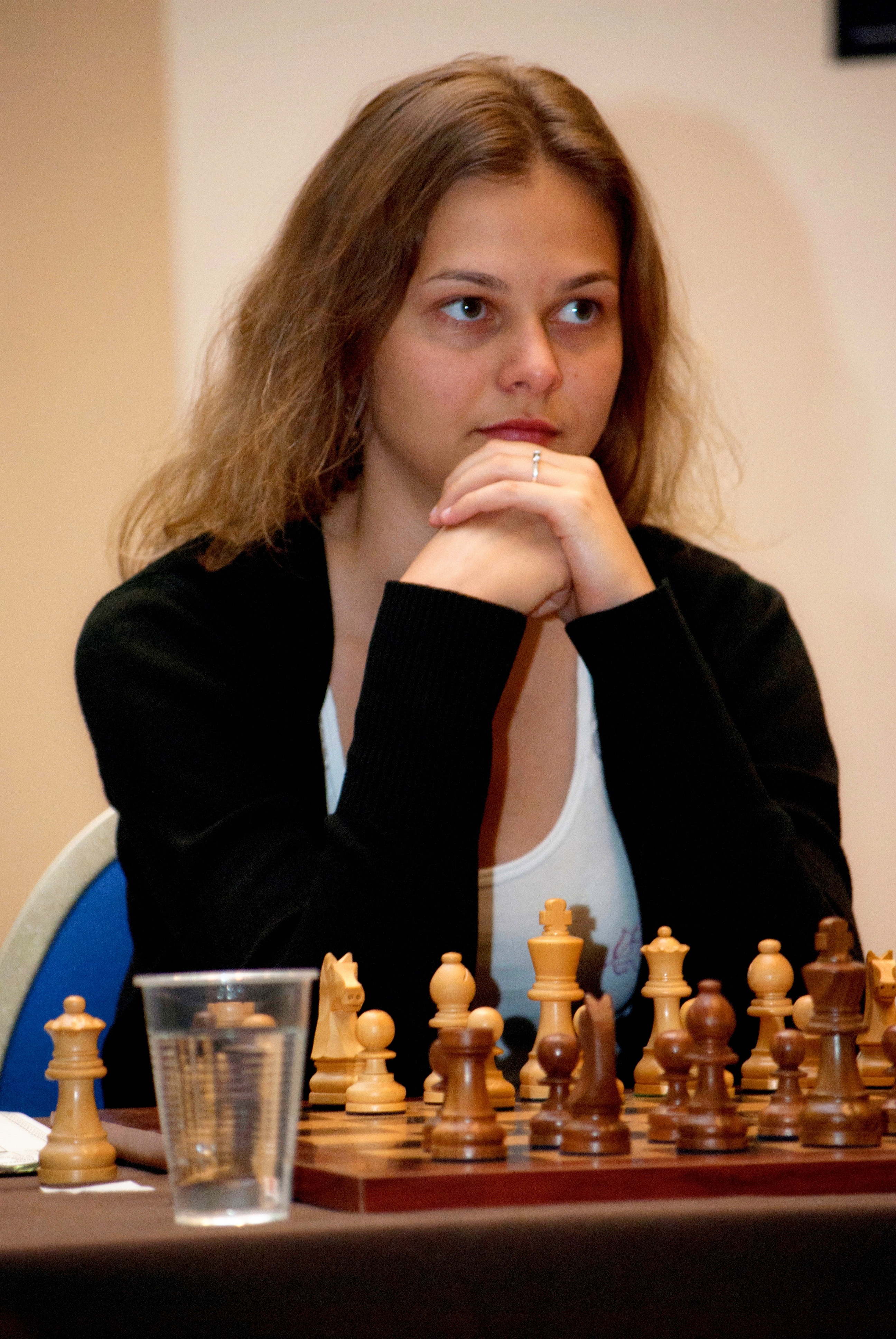
Анна Музичук

| №  | Країна    | Середній рейтинг | 1-ша шахівниця               | 2-га шахівниця            | 3-тя шахівниця                | 4-та шахівниця                     | Резервна шахівниця      | Капітан                 |
| -- | --------- | ---------------- | ---------------------------- | ------------------------- | ----------------------------- | ---------------------------------- | ----------------------- | ----------------------- |
| 1  | Росія     | 2509             | Надія Косинцева (2546)       | Тетяна Косинцева (2526)   | Валентина Гуніна (2514)       | Олександра Костенюк (2439)         | Наталя Погоніна (2451)  | Юрій Дохоян             |
| 2  | Україна   | 2477             | Катерина Лагно (2549)        | Наталя Жукова (2427)      | Анна Ушеніна (2463)           | Інна Гапоненко (2435)              | Марія Музичук (2460)    | Михайло Бродський       |
| 3  | Грузія    | 2463             | Нана Дзагнідзе (2516)        | Лейла Джавахішвілі (2475) | Назі Пайкідзе (2422)          | Ніно Хурцидзе (2440)               | Саломе Мелія (2392)     | Ніно Гуріелі            |
| 4  | Вірменія  | 2419             | Еліна Даніелян (2507)        | Ліліт Мкртчян (2469)      | Ліліт Галоян (2383)           | Марія Курсова (2315)               | Неллі Агінян (2263)     | Артур Чібухчян          |
| 5  | Польща    | 2393             | Моніка Соцко (2479)          | Йоланта Завадська (2326)  | Йоанна Майдан-Гаєвська (2386) | Каріна Щепковська-Хоровська (2379) | Катаржина Тома (2297)   | Марек Матляк            |
| 6  | Угорщина  | 2392             | Хоанг Тхань Чанг (2446)      | Іділько Мадл (2399)       | Анна Рудольф (2347)           | Тіція Гара (2375)                  | Аніта Гара (2340)       | Ласло Хазаї             |
| 7  | Німеччина | 2377             | Елізабет Петц (2457)         | Марта Міхна (2382)        | Мелані Оме (2361)             | Олена Льовушкіна (2307)            | Сара Хоольт (2286)      | Рай Тішбірек            |
| 8  | Болгарія  | 2366             | Антоанета Стефанова (2531)   | Іва Віденова (2297)       | Маргарита Войська (2328)      | Емілія Джингарова (2309)           | Адріяна Николова (2286) | Борис Чаталбашев        |
| 9  | Румунія   | 2363             | Крістіна Адела Фойшор (2418) | Аліна Л'Амі (2364)        | Єлена Лумініца Косма (2335)   | Ірина Бульмага (2334)              | Кармен Вуйку (2300)     | Владімір Данілов        |
| 10 | Іспанія   | 2334             | Ольга Александрова (2423)    | Сабріна Вега (2327)       | Моніка Калзетта (2301)        | Юданія Ернандес (2284)             | Луція Паскуаль (2104)   | Хесус Марія Де ла Вілья |

## Турнірні таблиці

### Чоловіки
Підсумкове турнірне становище.
| Місце |                    | Країна      | + = −  | Ком. очки | Очки | Дод. показник |
| 1     | Німеччина          | Німеччина   | +7=1-1 | 15        | 22½  | 183,0         |
| 2     | Азербайджан        | Азербайджан | +6=2-1 | 14        | 23   | 181,5         |
| 3     | Угорщина           | Угорщина    | +5=3-1 | 13        | 23   | 167,5         |
| 4     | Вірменія           | Вірменія    | +6=1-2 | 13        | 22½  | 172,0         |
| 5     | Росія              | Росія       | +6=1-2 | 13        | 21½  | 174,5         |
| 6     | Нідерланди         | Нідерланди  | +5=2-2 | 12        | 19   | 180,0         |
| 7     | Болгарія           | Болгарія    | +5=2-2 | 12        | 18½  | 187,5         |
| 8     | Польща             | Польща      | +4=3-2 | 11        | 22   | 159,0         |
| 9     | Румунія            | Румунія     | +5=1-3 | 11        | 20   | 163,5         |
| 10    | Іспанія            | Іспанія     | +5=1-3 | 11        | 19½  | 183,0         |
| 11    | Італія             | Італія      | +5=1-3 | 11        | 19   | 164,0         |
| 12    | Сербія             | Сербія      | +5=0-4 | 10        | 22   | 152,0         |
| 13    | Грузія             | Грузія      | +4=2-3 | 10        | 22   | 150,5         |
| 14    | Ізраїль            | Ізраїль     | +4=2-3 | 10        | 20   | 170,5         |
| 15    | Україна            | Україна     | +4=2-3 | 10        | 19   | 172,0         |
| 16    | Чехія              | Чехія       | +3=4-2 | 10        | 18½  | 178,0         |
| 17    | Словенія           | Словенія    | +4=2-3 | 10        | 17½  | 185,0         |
| 18    | Молдова            | Молдова     | +4=1-4 | 9         | 20½  | 156,0         |
| 19    | Франція            | Франція     | +3=3-3 | 9         | 19   | 179,0         |
| 20    | Греція             | Греція      | +4=1-4 | 9         | 19   | 168,5         |
| 21    | Хорватія           | Хорватія    | +3=3-3 | 9         | 17   | 178,5         |
| 22    | Англія             | Англія      | +3=2-4 | 8         | 18½  | 172,0         |
| 23    | Швейцарія          | Швейцарія   | +3=2-4 | 8         | 18½  | 145,0         |
| 24    | Латвія             | Латвія      | +3=2-4 | 8         | 18   | 163,0         |
| 25    | Чорногорія         | Чорногорія  | +3=2-4 | 8         | 18   | 160,5         |
| 26    | Ісландія           | Ісландія    | +4=0-5 | 8         | 18   | 159,5         |
| 27    | Швеція             | Швеція      | +3=2-4 | 8         | 17½  | 156,5         |
| 28    | Данія              | Данія       | +3=2-4 | 8         | 17   | 155,0         |
| 29    | Норвегія           | Норвегія    | +3=2-4 | 8         | 15½  | 152,5         |
| 30    | Північна Македонія | Македонія   | +3=1-5 | 7         | 18½  | 133,5         |
| 31    | Фінляндія          | Фінляндія   | +3=1-5 | 7         | 17   | 137,5         |
| 32    | Австрія            | Австрія     | +2=3-4 | 7         | 16½  | 162,5         |
| 33    | Литва              | Литва       | +2=3-4 | 7         | 16   | 167,0         |
| 34    | Туреччина          | Туреччина   | +3=0-6 | 6         | 16   | 145,0         |
| 35    | Шотландія          | Шотландія   | +2=1-6 | 5         | 13½  | 133,5         |
| 36    | Люксембург         | Люксембург  | +1=2-6 | 4         | 9½   | 142,5         |
| 37    | Уельс              | Уельс       | +0=2-7 | 2         | 5½   | 137,0         |
| 38    | Кіпр               | Кіпр        | +0=1-8 | 1         | 5½   | 138,0         |

| Місце |             | Країна      | + = −  | Ком. очки | Очки | Дод. показник |
| 1     | Росія       | Росія       | +8=1-0 | 17        | 25½  | 177,0         |
| 2     | Польща      | Польща      | +6=2-1 | 14        | 23   | 178,0         |
| 3     | Грузія      | Грузія      | +7=0-2 | 14        | 22½  | 181,0         |
| 4     | Україна     | Україна     | +6=0-3 | 12        | 21½  | 180,0         |
| 5     | Франція     | Франція     | +6=0-3 | 12        | 21   | 172,5         |
| 6     | Болгарія    | Болгарія    | +5=1-3 | 11        | 19½  | 175,5         |
| 7     | Вірменія    | Вірменія    | +4=3-2 | 11        | 19   | 182,0         |
| 8     | Німеччина   | Німеччина   | +4=2-3 | 10        | 20½  | 161,5         |
| 9     | Ізраїль     | Ізраїль     | +4=2-3 | 10        | 19   | 164,5         |
| 10    | Словенія    | Словенія    | +4=2-3 | 10        | 19   | 146,0         |
| 11    | Іспанія     | Іспанія     | +4=1-7 | 9         | 19½  | 152,0         |
| 12    | Чехія       | Чехія       | +3=3-3 | 9         | 18   | 176,0         |
| 13    | Нідерланди  | Нідерланди  | +3=3-3 | 9         | 18   | 167,0         |
| 14    | Австрія     | Австрія     | +4=1-4 | 9         | 19½  | 150,0         |
| 15    | Угорщина    | Угорщина    | +3=3-3 | 9         | 17   | 172,0         |
| 16    | Хорватія    | Хорватія    | +4=1-4 | 9         | 17   | 169,0         |
| 17    | Румунія     | Румунія     | +4=1-4 | 9         | 16½  | 184,5         |
| 18    | Сербія      | Сербія      | +3=2-4 | 8         | 19½  | 151,0         |
| 19    | Італія      | Італія      | +3=2-4 | 8         | 18   | 132,5         |
| 20    | Азербайджан | Азербайджан | +3=2-4 | 8         | 17½  | 159,5         |
| 21    | Греція      | Греція      | +2=4-3 | 8         | 17   | 165,5         |
| 22    | Туреччина   | Туреччина   | +3=1-5 | 7         | 17   | 157,5         |
| 23    | Англія      | Англія      | +3=1-5 | 7         | 17   | 146,5         |
| 24    | Литва       | Литва       | +1=4-4 | 6         | 15½  | 147,5         |
| 25    | Швейцарія   | Швейцарія   | +2=2-5 | 6         | 14   | 152,5         |
| 26    | Латвія      | Латвія      | +2=1-6 | 5         | 17   | 133,5         |
| 27    | Чорногорія  | Чорногорія  | +2=1-6 | 5         | 13½  | 150,5         |
| 28    | Норвегія    | Норвегія    | +0=0-9 | 0         | 4    | 151,0         |

## Індивідуальні нагороди

### Чоловіки
- Перша шахівниця:

 Майкл Адамс ( Англія) — 2841

 Левон Аронян ( Вірменія) — 2833

 Аркадій Найдіч ( Німеччина) — 2794

- Друга шахівниця:

 Олександр Грищук ( Росія) — 2837

 Золтан Алмаші ( Угорщина) — 2809

 Вугар Гашимов ( Азербайджан) — 2792

- Третя шахівниця:

 Шахріяр Мамед'яров ( Азербайджан) — 2866

 Сергій Карякін ( Росія) — 2745

 Володимир Акопян ( Вірменія) — 2723

- Четверта шахівниця:

 Олександр Морозевич ( Росія) — 2775

 Габріел Саркісян ( Вірменія) — 2754

 Ян Густафссон ( Німеччина)  — 2732
- Резервна шахівниця:

 Крістіан Бауер ( Франція) — 2797

 Хельгі Олафсон ( Ісландія) — 2786

 Євген Постний ( Ізраїль)  — 2762

### Жінки
- Перша шахівниця:

 Анна Музичук ( Словенія) — 2782

 Катерина Лагно ( Україна) — 2632

 Нана Дзагнідзе ( Грузія)  — 2593

- Друга шахівниця:

 Тетяна Косинцева ( Росія) — 2559

 Йоланта Завадська ( Польща) — 2524

 Іва Віденова ( Болгарія) — 2482

- Третя шахівниця:

 Анна Ушеніна ( Україна) — 2538

 Мелані Оме ( Німеччина) — 2521

 Валентина Гуніна ( Росія) — 2440

- Четверта шахівниця:

 Олександра Костенюк ( Росія) — 2575

 Ніно Хурцидзе ( Грузія)  — 2573

 Каріна Щепковська-Хоровська ( Польща) — 2513
- Резервна шахівниця:

 Наталя Погоніна ( Росія) — 2518

 Марія Музичук ( Україна) — 2468

 Саломе Мелія ( Грузія)  — 2460